# بوليمرات الجزيئات الضخمة

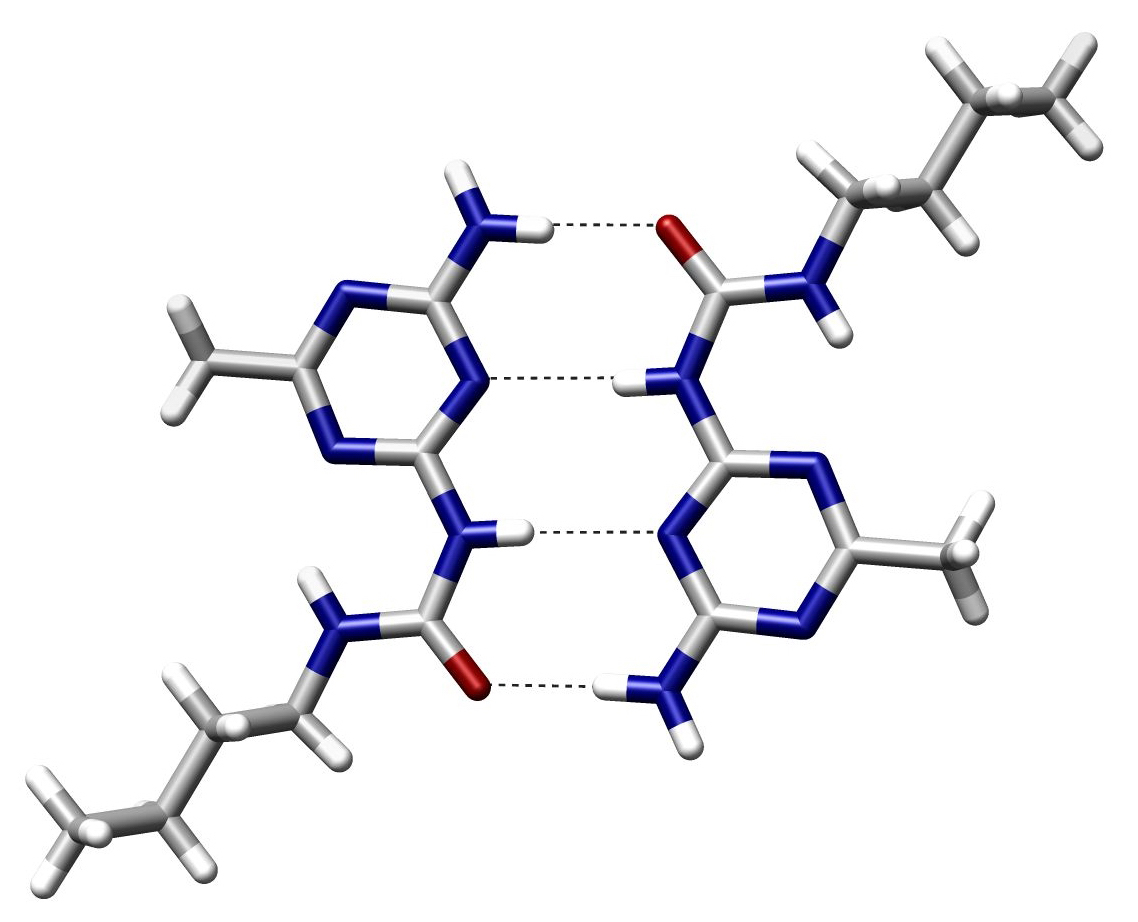
أحد الأمثلة على الروابط الهيدروجينية الرباعية، روي من قِبل ماير وزملاء العمل في انجو. Chem. Int. Ed. 1998, 37, p 75-78

بوليمرات الجزيئات الضخمة ( بالإنجليزية : Supramolecular polymers ) عبارة عن بوليمر والذي يتكون من وحدات مونومر متكررة ترتبط ببعضها البعض بواسطة روابط لا تساهمية . تشمل القوى اللاتساهمية التي تربط بوليمرات الجزيئات الضخمة مع بعضها البعض ، الروابط التناسقية ( بالإنجليزية : coordination bond) ، تداخلات باي - باي ، و الرابطة الهيدروجينية . أحد الأنظمة أظهر أنه يستخدم الروابط الهيدروجينية الرباعية لتكوين بوليمرات الجزيئات الضخمة . يُقدّم توظيف البوليمرات مع وحدة الرابطة الهيدروجينية الرباعية من مجموعة ماير روابط عرضية عكسية وزيادة ظاهرة في الوزن الجزيئي للبوليمر . عامة ، البوليمرات ذات الأوزان الجزيئية المرتفعة تمتلك خصائص مادية أفضل.